# Харпал (митологија)
Харпал (грч. Ἅρπαλος) је у грчкој митологији било име више личности.

## Митологија
1. Према Паусанији, био је Амиклов син и Деритов отац.[1]
2. У Овидијевим „Метаморфозама“ и према Хигину, био је један од Актеонових паса.[2]

## Биологија
Латинско име ових ликова (Harpalus) је назив за род инсеката.